# Ying Tung Natatorium
Ying Tung Natatorium (поједностављен кинески језик: 英东游泳馆; традиционални кинески језик: 英東游泳館; пињин: Yīngdōng Yóuyǒngguǎn) је пливачко мјесто које се налази у Олимпијском спортском центру у Пекингу, Кина, са капацитетом од 4.852 сједишта. Надограђен је за Олимпијске игре 2008. године и проширен на 44.635 квадратних метара. Био је домаћин олимпијских ватерполо утакмица и пливачког дијела модерног петобоја. Реновирање спортске сале је завршено до 10. септембра 2007. године.
Такође је служио као главно мјесто за пливање на Азијским играма 1990. и на Летњој Универзијади 2001.
Име је добио по Хенри Фок Јинг Тунг, бизнисмену који је оставио велику количину новца за изградњу Олимпијаде.
Јинг Тунг Нататориум покрива површину од 44.635 квадратних метара и може да прими 4.852 гледалаца. Био је домаћин Азијских игра 1990. али је проузроковао веома високу потрошњу енергије због проблема са одржавањем стабилне температуре. Овај проблем је отклоњен током реновирања за Олимпијске игре. Споредни објекат за потребе обуке опремљен је инсталацијом соларних ћелија од 1.700 квадратних метара, која покрива енергетске потребе наторијума за освјетљење и загријавање воде.

## Галерија
- Спољашност дворане
- Унутрашњост дворане